# Ускатеги, Хосе
Хосе Ускатеги (исп. José Uzcátegui; род. 24 декабря 1990, Эль-Вихия, штат Мерида, Венесуэла) — венесуэльский боксёр-профессионал, выступающий в средней, во второй средней, и в полутяжёлой весовых категориях. Бывший чемпион мира по версии IBF (2018—2019) во 2-м среднем весе.

## Профессиональная карьера
Профессиональную карьеру боксёра Хосе начал 25 марта 2011 года.

### Бой с Андре Дирреллом за титул временного чемпиона мира по версииIBF
20 мая 2017 года состоялся бой Хосе Ускатеги с опытным американским боксёром Андре Дирреллом (25-2, 16 KO) за титул временного чемпиона мира по версии IBF во втором среднем весе. Ускатеги выигрывал бой по очкам, и мгновения спустя после того, как прозвучал гонг об окончании 8-го раунда, Хосе нанёс мощнейший удар слева в голову противника, который оказался нокаутирующим. Но рефери, однако, сразу же показал, что удар был нанесён после гонга и дисквалифицировал Ускатеги. Таким образом Андре Диррелл завоевал титул временного чемпиона мира, но гадкое послевкусие от поединка осталось почти у всех.

### Бой-реванш с Андре Дирреллом
3 марта 2018 года состоялся бой реванш между Хосе Ускатеги и американцем Андре Дирреллом (26-2, 16 KO) за титул временного чемпиона мира по версии IBF во втором среднем весе. Ускатеги весь бой действовал агрессивным первым номером, а американец в целом сильно облегчил задачу венесуэльцу, действуя зажато, практически полностью сосредоточившись на удержании Ускатеги на джебе. В 8-м раунде боксёр из Венесуэлы здорово потрепал американца, особенно налегая на левые хуки и после продолжительных споров в команде Диррелла приняли решение не выходить на 9-й раунд.

### Чемпион мира по версииIBF
4 июля 2018 года стало известно, что британец Джеймс Дигейл (24-2-1, 14 КО) не желает драться с «временным» чемпионом из Венесуэлы Хосе Ускатеги (27-2, 23 КО) и принял решение отказаться от занимаемого титула чемпиона мира по версии IBF во втором среднем весе (до 76,2 кг). После этого в организации IBF приняли решение повысить «временного» чемпиона Хосе Ускатеги до звания полноценного обладателя титула чемпиона мира.

## Статистика профессиональных боёв
В таблице перечислены результаты всех поединков боксёров.
В каждой строке указан результат поединка. Дополнительно номер поединка обозначен цветом, который обозначает итог поединка. Расшифровка обозначений и цветов представлена в нижеследующей таблице.
| Пример | Расшифровка                     |
| ------ | ------------------------------- |
|        | Победа                          |
|        | Ничья                           |
|        | Поражение                       |
|        | Планируемый поединок            |
|        | Поединок признан несостоявшимся |
| КО     | Нокаут                          |
| ТКО    | Технический нокаут              |
| PTS    | Решение судей (по очкам)        |
| UD     | Единогласное решение судей      |
| MD     | Решение большинства судей       |
| SD     | Раздельное решение судей        |
| RTD    | Отказ от продолжения боя        |
| DQ     | Дисквалификация                 |
| NC     | Поединок признан несостоявшимся |

| 38 поединков, 33 победы (28 нокаутом), 5 поражений. | 38 поединков, 33 победы (28 нокаутом), 5 поражений. | 38 поединков, 33 победы (28 нокаутом), 5 поражений. | 38 поединков, 33 победы (28 нокаутом), 5 поражений. | 38 поединков, 33 победы (28 нокаутом), 5 поражений.           | 38 поединков, 33 победы (28 нокаутом), 5 поражений. | 38 поединков, 33 победы (28 нокаутом), 5 поражений.                                                                   |
| Бой                                                 | Рекорд                                              | Дата боя                                            | Соперник                                            | Место проведения боя                                          | Результат                                           | Примечание |
| --------------------------------------------------- | --------------------------------------------------- | --------------------------------------------------- | --------------------------------------------------- | ------------------------------------------------------------- | --------------------------------------------------- | --- |
| 38                                                  | 33-5                                                | 19 июля 2024                                        | Фернандо Брито (12-3)                               | El Poliedro, Каракас, Венесуэла                               | KO 1 (10), 2:58                                     | |
| 37                                                  | 32-5                                                | 17 декабря 2022                                     | Владимир Шишкин (13-0)                              | The Cosmopolitan of Las Vegas, Лас-Вегас, США                 | UD 12                                               | Счёт судей: 111-117, 111-117, 113-115.                                                                                |
| 36                                                  | 32-4                                                | 20 мая 2022                                         | Фелипе Ромеро (21-19-1)                             | Palenque de la FNSM, Агуаскальентес, Мексика                  | KO 2 (10), 1:52                                     | |
| 35                                                  | 31-4                                                | 12 июня 2021                                        | Хайме Эрнандес (9-4)                                | Auditorio Benito Juarez, Лос-Мочис, Синалоа, Мексика          | KO 2 (8), 0:47                                      | |
| 34                                                  | 30-4                                                | 26 марта 2021                                       | Хосуэ Обандо (20-28-2)                              | Lienzo Charro de Ajijic, Хокотепек, Халиско, Мексика          | TKO 8 (10), 0:51                                    | |
| 33                                                  | 29-4                                                | 28 декабря 2019                                     | Лайонелл Томпсон (21-5)                             | Стэйт Фарм-арена, Атланта, США                                | UD 10                                               | Счёт: 94-95, 92-96 (дважды).                                                                                          |
| 32                                                  | 29-3                                                | 21 сентября 2019                                    | Роберто Вальдес (10-9-1)                            | La Casa de los Zonkeys, Тихуана, Мексика                      | KO 1 (10), 2:27                                     | |
| 31                                                  | 28-3                                                | 13 января 2019                                      | Калеб Плант (17-0)                                  | Microsoft Theater, Лос-Анджелес, Калифорния, США              | UD 12                                               | Счёт: 111-115, 110-116 (дважды). Потерял титул чемпиона мира по версии IBF (1-я защита Ускатеги) во 2-м среднем весе. |
| 30                                                  | 28-2                                                | 28 сентября 2018                                    | Эсекьель Мадерна (26-4)                             | Оракл-арена, Окленд, Калифорния, США                          | UD 10                                               | Счёт: 98-92, 100-90 (дважды).                                                                                         |
| 29                                                  | 27-2                                                | 3 марта 2018                                        | Андре Диррелл (26-2)                                | Барклайс-центр, Бруклин, Нью-Йорк, США                        | RTD 8 (12), 3:00                                    | Завоевал титул временного чемпиона мира по версии IBF во 2-м среднем весе. Счёт: 78-74, 79-73, 77-75.                 |
| 28                                                  | 26-2                                                | 20 мая 2017                                         | Андре Диррелл (25-2)                                | MGM National Harbor, Оксон-Хилл, Мэриленд, США                | DQ 8 (12), 3:00                                     | Бой за титул временного чемпиона мира по версии IBF во 2-м среднем весе. Счёт: 77-74, 77-75, 76-76.                   |
| 27                                                  | 26-1                                                | 20 августа 2016                                     | Фабиано Пена (12-5-1)                               | Валье-де-Гуадалупе, Нижняя Калифорния, Мексика                | KO 2 (10), 1:16                                     | |
| 26                                                  | 24-1                                                | 18 июня 2016                                        | Деррик Финдли (23-19-1)                             | Auditorio Municipal Fausto Gutiérrez Moreno, Тихуана, Мексика | RTD 3 (10), 3:00                                    | |
| 25                                                  | 23-1                                                | 6 октября 2015                                      | Джулиус Джексон (19-0)                              | Cowboys Dance Hall, Сан-Антонио, США                          | TKO 2 (12), 0:45                                    | Джексон побывал в трёх нокдаунах в первом раунде и один раз во втором.                                                |
| Бой                                                 | Рекорд                                              | Дата боя                                            | Соперник                                            | Место проведения боя                                          | Результат                                           | Примечание |